# Tôles feuilletées
Le terme tôles feuilletées est employé en électrotechnique et en électronique pour désigner l'assemblage de fines tôles de fer doux ou d'acier utilisé pour la fabrication du circuit magnétique d'un certain nombre de bobines, tel que les électroaimants, les transformateurs de toutes puissances, ainsi que les pièces magnétiques de certaines machines électriques tournantes,.

## Description et propriétés

Le feuilletage permet de réduire les pertes par courants de Foucault.

Le feuilletage de tôles est fait de l'empilement de tôles d'acier, de même dimension, les unes sur les autres. L'oxydation ou un vernis isolant électrique déposé sur chaque tôle permettent de limiter la circulation du courant d'une tôle à sa voisine afin de réduire les courants de Foucault, — « courants vagabonds induits dans les masses conductrices » —, donc l'échauffement du circuit magnétique par rapport au même circuit massif. Ceci améliore le rendement par diminution des pertes fer et donc le dimensionnement des inductances, transformateurs ou machines qui les utilisent.
Les pertes par courant de Foucault sont proportionnelles au carré de la fréquence, au volume du matériau et inversement proportionnelles à sa résistivité. Ces pertes peuvent donc être réduites par le choix des matériaux (résistivité élevée) et par l'épaisseur des tôles.
Ces tôles existent en différentes qualités (acier doux, au silicium, électrique, à grains orientés, etc.), épaisseurs, formes et dimensions. Elles sont classifiées, entre autres, par leurs pertes totales en watts par kilogramme, pour une induction alternative sinusoïdale de fréquence 50 Hz et de valeur maximale 1 T. Ainsi, les tôles de qualité courante sont-elles définies à 2,6 W/kg et 1,6 W/kg et les tôles à grains orientés (par traitements particuliers et laminage) à 0,6 W/kg.
Des matériaux de qualité supérieure sont réalisés par assemblage de « circuits coupés » de fines tôles (formes en E, U ou toriques), les surfaces de contact des éléments sont rectifiés afin d'éliminer l'entrefer non désiré. Des pièces de montage standards permettent leur assemblage.
L'image ci-dessous montre un exemple de tôles de transformateur ou d'inductance.
|  |  |

## Limites
Au-dessus de quelques kilohertz, le feuilletage devenant insuffisant pour réduire les pertes, les  matériaux frittés sont alors plus adaptés. Ils sont réalisés par des poudres ferromagnétiques agglomérées par un liant isolant (ferrites). Le matériau magnétique est alors très divisé ce qui est bénéfique du point de vue des pertes fer, au détriment de la perméabilité magnétique qui s'en trouve réduite : ordre de grandeur typique {\displaystyle \mu _{r}=200}. De très nombreuses formes sont obtenues.

## Utilisation
Mis à part les bobines et autres transformateurs déjà mentionnés, les tôles feuilletées sont utilisées à chaque fois que les courants de Foucault sont indésirables, voire néfastes.